# Loma de Progreso
Loma de Progreso är en ort i kommunen Temoaya i delstaten Mexiko i Mexiko. Samhället hade 1 110 invånare vid folkräkningen 2020.